# Anotopteridae
Anotopteridae (Speervissen) zijn een familie van straalvinnige vissen uit de orde van Draadzeilvissen (Aulopiformes).